# フリードリヒ・フォン・ハーナウ＝ホロヴィッツ
フリードリヒ・ヴィルヘルム・フォン・ハーナウ・ウント・ツー・ホロヴィッツ（Friedrich Wilhelm Prinz von Hanau und zu Hořowitz, 1832年11月18日 - 1889年5月14日）は、最後のヘッセン選帝侯フリードリヒ・ヴィルヘルム1世の長男。

## 生涯
選帝侯とその身分違いの妻ゲルトルーデ・レーマンの間の第3子、長男として生まれた。兄弟姉妹は1853年に母が授けられたハーナウ侯夫人の爵位に基づく、ハーナウ侯子・侯女の身分を有していた。
過去数世代にわたり父祖たちが起こしてきたのと同様に、フリードリヒもその最初の結婚に際して家族内にスキャンダルを起こした。ヘッセン選帝侯国軍近衛連隊所属の陸軍少尉だったフリードリヒは、脱走行為を犯して国外に逃亡し、1856年9月23日にウェストミンスターのセント・ジェームズ教会において、女優のアウグステ・ビルンバウム（1837年 - 1862年）と結婚式を挙げた。この結婚はフリードリヒ自身の両親のそれと同様に、身分の釣り合いを全く考慮しない貴賤結婚であった。父選帝侯はこれに腹を立て、オーストリア帝国軍に就職した彼を無理やりカッセルに連れ帰らせ、息子の派手な女性関係を厳しく監視した。彼はカッセルに帰って間もなく父に屈服し、アウグステ・ビルンバウムとの婚姻を解消した。
選帝侯は平民出身の母から生まれたためヘッセン家の正式な成員と認められない息子たちのために、ハーナウ＝ホロヴィッツ侯爵家の家族世襲財産を設立していたが、フリードリヒは罰としてその財産の相続権をも剥奪された。これにより、ハーナウ侯家の家督は次弟のモーリッツが継ぐことが定められた。
脱走行為のため父から軍務に復帰することも禁じられたフリードリヒは、フルダに追放された。この街で、彼は女優のルドヴィカ・グローデ（1840年 - 1912年）と知り合い、彼女と内縁関係を持ち、2人の息子に恵まれた。しかし父の怒りを恐れて正式な結婚には踏み切らず、選帝侯が亡命先で死去した3か月後の1875年4月8日にウィーンでルドヴィカと結婚した。ルドヴィカと2人の息子たちはバイエルン王国政府によりシャウムブルク伯爵（夫人）の貴族称号を名乗ることを認められた。
1889年、チューリヒ市内リースバッハ区に所有するヴィラ・ゼーフェルト（Villa Seefeld）で死去した。
長男フリードリヒ・アウグストは、祖父である選帝侯の遺言によりハーナウ侯家の家督相続権を剥奪されていたにもかかわらず、司法の場に訴えて、1930年6月4日付バイエルン州上級裁判所の、および1931年5月28日付ミュンヘン地方裁判所の2つの裁決により、自身とその子孫が「ハーナウ侯」の家名を使用する権利を認めさせた。彼の子孫のみが2015年現在もハーナウ侯家の男系子孫として残っている。

## 子女
2番目の妻ルドヴィカとの間に、正式な婚姻以前に2人の息子をもうけた。この妻子たちはシャウムブルク伯爵（夫人）の称号を認められた。
- フリードリヒ・アウグスト（1864年 - 1940年）
- ルートヴィヒ・ツェツィーリウス・フェリックス（1872年 - 1940年）